# Мудозеро
Мудозеро — пресноводное озеро на территории Подпорожского городского поселения Подпорожского района Ленинградской области.

## Общие сведения
Площадь озера — 0,6 км², площадь водосборного бассейна — 5,44 км². Располагается на высоте 90,2 метров над уровнем моря.
Форма озера дугообразная, продолговатая: оно вытянуто с юго-запада на северо-восток. Берега каменисто-песчаные, преимущественно заболоченные.
С северо-запада в Мудозеро впадает река Илокса, вытекающая из Большого Кангозера. С южно стороны водоёма вытекает протока, впадающая в Пидьмозеро, из которого берёт начало река Пидьма, впадающая в реку Свирь.
К северо-востоку от водоёма располагается деревня Посад, к югу — деревня Волнаволок. Через оба населённых пункта проходит дорога местного значения 41К-149 («Подпорожье — Хевроньино — Бухова Гора — станция Токари — Курпово»).
Код объекта в государственном водном реестре — 01040100711102000015099.